# Brevet de technicien supérieur - Conception des processus de réalisation de produit
Le BTS Conception des Processus de Réalisation de Produit (CPRP) tient le rôle essentiel du technicien supérieur en Productique mécanique est d’industrialiser la production de pièces mécaniques. Il détermine les processus de fabrication et intervient à toutes les étapes de l’industrialisation d’un produit.

## Fonctions
Le technicien supérieur en Productique mécanique exerce ces activités : 
- définition des méthodes de production ;
- conception et mise au point des outillages nécessaires ;
- organisation et gestion de la production ;
- pilotage des unités de production ;
- contrôle et gestion de la qualité.